# Собратства в Нигерии
Собратства в Нигерии — тайные студенческие союзы в Нигерии.
Тайные студенческие организации стали появляться в 1960-е годы. В крупных университетах и по своей форме и функциям генетически были связаны с тайными обществами, так как в них использовались элементы традиционных культов (наделение своего лидера сверхъестественными способностями, использование магических ритуалов, использование специальной символики). Некоторые исследователи усматривают сходство таких организаций с сектами.
В них входили многие известные политические фигуры (как например, нигерийский писатель, лауреат Нобелевской премии В. Шойинка или П. Огон, руководитель ныне действующей правовой организации Правовой совет иджо, во время обучения Портхарткорском университете).
По словам В. Шойинки, первая группа, в создании которой он принимал участие, Братство пиратов, возникла в 1952 году в Ибаданском университете.
В дальнейшем при них начинали создаваться боевые организации, в которые зачастую входили жители бедных кварталов и которые стали действовать независимо от собственно студенческих организаций.
Некоторые из таких вооружённых групп с середины 1990-х гг. присоединились к антиправительственным организациям южных этнических меньшинств (иджо, кула и др.).
После перехода к гражданскому правлению такие вооружённые группы использовались кандидатами во время своих предвыборных кампаний (как например, во время губернаторских выборов 2003 года): кандидаты материально поддерживали такие бандитские структуры в обмен на их обещание собрать необходимое количество голосов местных жителей с отведённого избирательного участка.
Политизация таких тайных обществ существенно усугубило криминальную обстановку на юге страны после завершения выборов 2003 года, когда вооружённые группы разом лишились своего источника дохода. Наиболее тяжёлое положение сложилось в Порт-Харкорте, где среди прочих действовала группировка Атеке Тома, заключившая договор с пришедшим к власти губернатором Питером Одили.
В университетах такие студенческие тайные общества запугивают преподавателей, требуя поставить своим членам хорошие оценки. Если преподаватели не соглашаются, то их автомобили могут быть подожжены, их дети могут быть похищены. Студенческие тайные общества также облагают своих членов денежными поборами.
В качестве обряда инициации новые участники тайных обществ подвергаются жестокому избиению как средству испытания их выносливости; они должны выпить напитки, в состав которых входит кровь. Иногда им дают такие задания, как изнасилование пользующейся популярностью студентки или даже сотрудницы университета. Есть и тайные общества студенток, при вступлении в них новые участницы могут быть обязаны принять участие в серии из шести быстро чередующихся сексуальных контактов. Также их могут заставить драться с другими сильными девушками или юношами. 